# Tylococcus harongae
Tylococcus harongae är en insektsart som beskrevs av Mamet 1950. Tylococcus harongae ingår i släktet Tylococcus och familjen ullsköldlöss.
Artens utbredningsområde är Madagaskar. Inga underarter finns listade i Catalogue of Life.